# 810
Năm 810 là một năm trong lịch Julius.